# مبارکه (سیرجان)
مبارکه روستایی در دهستان محمودآبادسید بخش زیدآباد شهرستان سیرجان استان کرمان ایران است.

## جمعیت
بر پایه سرشماری عمومی نفوس و مسکن در سال ۱۳۹۵ جمعیت این مکان ۴۶۳ نفر (۱۳۳خانوار) بوده‌است.